# Königreich Kartlien-Kachetien
Das Königreich Kartlien-Kachetien (georgisch ქართლ-კახეთის სამეფო) wurde 1762 durch die Vereinigung der ostgeorgischen Königreiche Kartlien und Kachetien gegründet. Ab dem frühen 16. Jahrhundert standen diese beiden Königreiche nach dem Frieden von Amasya von 1555 unter persischer Herrschaft. 1744 gewährte Nader Schah, Teimuras II. das Königreich Kartlien und dessen Sohn Erekle II. das Königreich Kachetien als Belohnung für ihre Loyalität. Als Nader Schah 1747 starb, nutzten Teimuras und Erekle die Instabilität im Iran aus und erklärten de facto die Unabhängigkeit. Nach dem Tod von Teimuras im Jahr 1762 folgte ihm Erekle als Herrscher von Kartlien und vereinigte so die beiden Reiche.
Erekle II. war in der Lage, nach hunderten von Jahren der iranischen Suzeränität über Georgien die Autonomie über sein Königreich während der Instabilität nach Nader Schahs Tod zu garantieren. Er wurde zum ersten Mal seit drei Jahrhunderten der König eines politisch vereinten Ostgeorgiens. Obwohl Erekle seine de jure Unterwerfung bei der neu gegründeten Zand-Dynastie kurz nach der Vereinigung im Jahr 1762 absprach, blieb das Königreich für die nächsten drei Jahrzehnte de facto autonom. 1783 unterzeichnete Erekle den Vertrag von Georgijewsk mit dem Russischen Kaiserreich, mit dem er Kartlien-Kachetiens Oberherrschaft formell in die Hände der russischen Monarchin legte und das Königreich zu einem russischen Protektorat machte. Dies bot unter anderem die Garantie für den Schutz vor neuen iranischen Versuchen, Ostgeorgien zurückzuerobern oder anzugreifen. In den 1790er Jahren war unter Aga Mohammed Khan die neue starke iranische Dynastie, der Kadscharen entstanden, die sich als entscheidend in der Geschichte des kurzlebigen Königreichs erweisen sollte.
In den nächsten Jahren, nachdem der neue iranische König sich das iranische Festland gesichert hatte, machte er sich daran, den Kaukasus zurückzuerobern und die traditionelle Suzeränität des Iran wieder über die Region aufzusetzen. Nachdem Erekle II. sich geweigert hatte, den Vertrag mit Russland zu kündigen und die Suzeränität des Iran im Gegenzug für Frieden und Wohlstand für sein Königreich freiwillig zu akzeptieren, fiel Aga Mohammad Khan in Kartlien-Kachetien ein, eroberte und plünderte Tiflis und brachte da Königreich wieder unter iranische Kontrolle. Diese war jedoch von kurzer Dauer, denn Aga Mohammad Khan wurde zwei Jahre später ermordet. Erekle selbst starb ein Jahr danach.
Die folgenden Jahre der Verwirrung gipfelten 1801 mit der offiziellen Annexion des Königreichs durch Alexander I. innerhalb des Russischen Reiches während der nominellen Besteigung des Sohnes von Erkle II., Giorgi XII., auf den Thron von Kartlien-Kachetien. Nach dem russisch-persischen Krieg von 1804 bis 1813 übertrat der Iran das Königreich offiziell an Russland und markierte den Beginn eines russisch-zentrierten Kapitels in der georgischen Geschichte.

## Geschichte
Nach Nader Schahs Tod im Jahr 1747 nutzten Erekle II. und Teimuras II. die Unruhen im Iran aus. In der folgenden Zeit schloss Erekle Allianzen mit den Khanaten des Kaukasus. Er etablierte eine führende Position im Südkaukasus und bat früh um russische Hilfe. 1762 folgte er seinem Vater als König von Kartlien. Da er bereits König von Kachetien war, wurde Ostgeorgien zum ersten Mal seit drei Jahrhunderten politisch geeint. In den Jahren 1762 bis 1763, während der Feldzüge von Karim Khan-e Zand in Aserbaidschan, reichte Erekle ihm de jure seine Unterwerfung vor und erhielt seine Investitur als Wālī von Gorjestan. Karim Khan starb jedoch 1779. Persien versank wieder im Chaos.
Um unabhängig zu bleiben, musste Erekle II. einen ausländischen Beschützer in Bezug auf die Außenpolitik seines Königreichs heranbekommen. So schloss er 1783 den Vertrag von Georgijewsk mit Russland, was zur Übertragung der Verantwortung für Verteidigung und Außenpolitik im Königreich an Russland führte, vor allem jedoch offiziell zur Garantie der Unabhängigkeit vom Iran oder einer anderen Macht. Trotz dieser großen Zugeständnisse an Russland gelang es Erekle jedoch, die innere Autonomie in seinem Königreich zu bewahren.
Die ambivalente Position von Erekle II. spiegelte sich in den Münzen wider, die er in seinem Reich hat prägen lassen. Silbermünzen wurden mit dem Namen Ismails III. oder mit der Aufschrift ya karim (O Gnädiger) im Zand-Stil geprägt. Karim bezieht sich hier offiziell auf einen von Gottes schönen Namen, tatsächlich aber auf Karim Khan. Durch die Prägung der Silbermünzen unter Bezugnahme auf Karim Khan waren sie für den Handel im Iran verwendbar, während die Kupfermünzen, die nur für den lokalen Gebrauch bestimmt waren, die politische Ausrichtung von Erekle gegenüber Russland widerspiegelten, indem sie russisch-imperialistische Symbole wie den Doppeladler zeigten.

### Herrschaft Erekles II.
Obwohl Erekle II. persische Traditionen im Land beibehielt und er selbst auch im persischen Stil gekleidet war, startete er ein ehrgeiziges Programm der „Europäisierung“. Dieses wurde von der georgischen intellektuellen Elite unterstützt. Jedoch war es nicht wie vorhergesehen erfolgreich, da Georgien geografisch von Europa isoliert war und Erekle alle verfügbaren Ressourcen für die Verteidigung seiner Unabhängigkeit aufwenden musste. Er bemühte sich, die Unterstützung europäischer Mächte zu gewinnen und westliche Wissenschaftler und Techniker herzuholen, um in seinem Land die neuesten militärischen und industriellen Techniken nutzen zu können. Sein Regierungsstil ähnelte dem, zeitgenössischer aufgeklärter Despoten in Mitteleuropa. Er übte Exekutiv-, Legislativ- und Judikativbefugnisse aus und überwachte die Aktivitäten der Regierung genau. Erekles Hauptziel in der Innenpolitik war es, die Regierung durch die Reduzierung von Befugnissen der Aristokraten weiter zu zentralisieren. Zu diesem Zweck versuchte er, eine regierende Elite zu schaffen, die sich aus seinen eigenen  Vertretern zusammensetzte, um die selbstgesinnten Aristokraten in lokalen Angelegenheiten zu ersetzen.

## Invasion der Kadscharen
In den letzten Jahrzehnten des 18. Jahrhunderts war Georgien zu einem wichtigeren Element in der iranisch-russischen Beziehung geworden. Im Gegensatz zu Peter I. betrachtete Katherina II., die damals regierende Monarchin Russlands, Georgien als wichtigen Punkt für ihre kaukasische Politik, da Russlands neue Bestrebungen darin bestanden, es als Basis für Operationen sowohl gegen den Iran als auch gegen das Osmanische Reich zu nutzen, beide unmittelbar angrenzende geopolitische Rivalen Russlands. Darüber hinaus wäre es vorteilhaft gewesen, einen weiteren Hafen an der georgischen Küste des Schwarzen Meeres zu haben. Ein begrenztes russisches Kontingent von zwei Infanteriebataillonen mit vier Artilleriestücken kam 1784 in Tiflis an, wurde aber gegen georgischen Willen 1787 zurückgezogen, da ein neuer Krieg gegen die osmanische Türkei an einer anderen Front begonnen hatte.
Die Folgen dieser Ereignisse kamen einige Jahre später, als eine neue Dynastie, die Kadscharen, in einem langwierigen Machtkampf im Iran siegreich hervorging. Der kadscharische König, Aga Mohammad Khan, beschloss als sein erstes Ziel, den Kaukasus wieder vollständig unter die iranische Oberherrschaft zu bringen. Er betrachtete Georgien, wie die Safawiden und Nader Schah vor ihm, nicht als etwas Anderes als eine Provinz.
Die Iraner forderten Erekle II. auf, auf den Vertrag mit Russland zu verzichten und die persische Suzeränität wieder zu akzeptieren, im Gegenzug für Frieden und Sicherheit in seinem Königreichs. Das Osmanische Reich, eigentlich ein benachbarter Rivale des Iran, erkannten deren Rechte über Kartlien und Kachetien zum ersten Mal seit vier Jahrhunderten an. Erekle appellierte dann an seine theoretische Beschützerin, Kaiserin Katharina II. von Russland, und bat um mindestens 3.000 Mann russische Truppen. Obwohl diese Bitte ignoriert wurde, lehnte Erekle aber dennoch die Forderung des Iran ab.
Aga Mohammad Khan überquerte anschließend den Fluss Aras. Nach einer Wendung der Ereignisse, durch die er mehr Unterstützung von seinen untergeordneten Khanaten Jerewan und Gandscha sammelte, schickte er Erekle ein letztes Ultimatum, das er ebenfalls ablehnte. Stattdessen sandte er Kuriere nach Sankt Petersburg. Iwan Gudowitsch, der damals in Georgijewsk war, wies Erekle jedoch nur an, „Kosten und Aufregung“ zu vermeiden. Erekle ging währenddessen zusammen mit Solomon II. und einigen Imeretianern nach Süden von Tiflis, um die Iraner abzuwehren.
Mit der Hälfte der ursprünglichen Anzahl der Truppen, marschierte Aga Mohammad Khan jetzt direkt auf Tiflis zu, wo eine große Schlacht zwischen den iranischen und georgischen Armeen begann. Erekle hatte es geschafft, etwa 5.000 Soldaten zu mobilisieren, darunter etwa 2.000 aus dem benachbarten Imeretien unter seinem König Salomon II. Die Georgier, die zahlenmäßig deutlich unterlegen waren, wurden schließlich trotz des harten Widerstands besiegt. Innerhalb weniger Stunden hatte der iranische König Aga Mohammad Khan die volle Kontrolle über die georgische Hauptstadt. Die persische Armee marschierte beladen mit Beute zurück und hatte Tausende von Gefangenen.
Dadurch wurde Agha Mohammad Khan nach der Eroberung von Tiflis und der Kontrolle über Ostgeorgien 1796 in der Mugansteppe offiziell zum Schah gekrönt. Erekle II. kehrte nach Tiflis zurück, um die Stadt wieder aufzubauen, aber die Zerstörung der Hauptstadt machte das Umsetzen seiner Projekte unmöglich. Als General Gudowitsch vom Fall Tiflis‘ erfuhr, gab er den Georgiern selbst die Schuld. Um das russische Prestige wiederherzustellen, erklärte Katharina II. Persien auf Vorschlag von Gudowitsch den Krieg und schickte im April desselben Jahres eine Armee unter Walerian Subow in die Besitztümer der Kadscharen. Der neue Zar Paul I., der Katherina im November folgte, rief die russischen Truppen kurz danach zurück.

## Annexion in das Russische Reich
Die Wiederherstellung der iranischen Herrschaft über Georgien war diesmal von kurzer Dauer, und die nächsten Jahre waren Jahre des Durcheinanders und der Verwirrung. 1797 wurde Aga Mohammed Khan in seinem Zelt in Şuşa, der Hauptstadt des Khanats Karabach, ermordet. Am 14. Januar 1798, als König Erekle II. starb, folgte sein ältester Sohn Giorgi XII. ihm auf den Thron, der am 22. Februar 1799 seinen eigenen ältesten Sohn, Davit von Georgien, als offiziellen Erbe anerkannte. Im selben Jahr, nach einem Machtvakuum in Georgien, das hauptsächlich durch den Tod von Aga Mohammed Khan entstanden ist, kamen russischen Truppen nach Tiflis. Gemäß Artikel VI des Vertrags von 1783 bestätigte Paul I., Davits Anspruch, am 18. April 1799 als nächster König zu regieren. Aber unter König Giorgis vielen Söhnen und die seines verstorbenen Vaters brach ein Streit um die Nachfolge aus, da nicht alle Davit als Thronfolger anerkannten.
Der daraus resultierende dynastische Umbruch veranlasste König Giorgi XII., Paul I. von Russland heimlich aufzurufen, in Kartlien-Kachetien einzufallen, die Bagrationi-Prinzen zu unterwerfen und das Königreich von Sankt Petersburg aus zu regieren, unter der Bedingung, dass Giorgi und seine Nachkommen weiterhin nominell regieren dürften. Auch der anhaltende Druck aus Persien veranlasste Paul der Bitte von Giorgi um eine russische Intervention nachzugehen.
Bevor aber die Verhandlungen abgeschlossen werden konnten, änderte Paul I. seine Meinung und erließ am 18. Dezember 1800 ein Dekret, in dem er Kartlien-Kachetien annektierte und die Bagratiden absetzte. Paul selbst wurde kurz darauf ermordet. Sein Nachfolger Alexander I. fuhr fort und bestätigte die Annexion. König Giorgi XII. verstarb aber am 28. Dezember 1800, bevor er erfahren konnte, dass er seinen Thron verloren hatte. Im folgenden April übernahmen russische Truppen die Kontrolle über die Regierung des Landes und im Februar 1803 wurde Prinz Davit von Georgien von russischen Truppen nach Sankt Petersburg gebracht.
Da es für den Iran unakzeptabel war, Georgien als Einflussgebiet aufzugeben, führte die Annexion von Kartlien-Kachetien zu einem erneuten russisch-persischen Krieg. Während des Krieges erzielten die Russen am Fluss Zagam einen entscheidenden Sieg über die iranische Armee und retteten Tiflis vor der iranischen Rückeroberung. Der Krieg endete schließlich mit dem Vertrag von Gulistan, der den Iran zwang, Ostgeorgien, Dagestan sowie den größten Teil des heutigen Aserbaidschan offiziell an Russland abzutreten. In einem Krieg von 1826 bis 1828 nahm Russland das heutige Armenien, das Khanat Nachitschewan, das Khanat Talysch und Iğdır vom Iran. So hatten die Russen bis 1828 im Kaukasus immens Fuß gefasst. Teile Westgeorgiens wurden im selben Zeitraum durch Kriege mit dem Osmanischen Reich in das Russische Reich aufgenommen.
Russische Truppen blieben bis Juli 2001 in Tiflis und verließen das Land erst nach etwas mehr als 200 Jahren.